# Перші на Місяці
«Перші на Місяці» (рос. Первые на Луне) — російський псевдодокументальний фільм 2005 року, дебют режисера Олексія Федорченка в ігровому кіно.
Фільм описує перебіг вигаданої місії СРСР з доставки людини на Місяць у 1938 році, на 31 рік раніше за американців. Перспективний проєкт, однак, був закритий, а всі напрацювання засекречено внаслідок аварії ракети.

## Сюжет
Як повідомляється за кадром, у березні 1938 року в Чилі впав об'єкт, сприйнятий за метеорит. Але насправді це був радянський апарат, про історію якого і йдеться далі. 
Після розповіді про розвиток ракетобудування описується радянська програма з доставки людини на Місяць, усі технічні можливості для якої буцімто були в СРСР ще в 1938 році. Конструктор Федір Федорович Супрун створи проєкт ракети для цього. До складу загону претендентів на політ («космольотчиків»), увійшли чотири особи: герой громадянської війни, пілот Іван Харламов; казанський безпритульник і плавець Ханіф Фаттахов, дівчина Надія Світла та цирковий актор-ліліпут Михайло Рощин. Саме Рощін вважався головним кандидатом для польоту. До підготовки польоту було залучено 1,5 млн осіб, однак, мало хто з них знали, чим насправді займаються. Майбутню космічну техніку випробовували на тваринах. Зрештою бути першим космонавтом СРСР обрали Івана Харламова. Його силоміць забрали з побачення з дівчиною, потім він побився з міліціонерами. У ніч перед запуском ракети він зустрівся з іншими кандидатами.
Запуск ракети відбувся 16 березня 1938 року з секретного космодрому під Нязепетровском, куди ракету доставили чотири тепловоза. Харламова одягнули в важкий свинцевий скафандр. Але при зльоті відірвалася частина обшивки ракети і за кілька хвилин зв'язок з кораблем і Харламовим зник. Супрун, шукаючи місце падіння ракети, вирушив до Криму з Фаттаховим, але зазнавши невдачі, втік за кордон. Спецслужби знищили всі відомості про космічну програму та отруїли Михайла й Надію чадним газом.
У 1968 році з'ясувалося, що Супрун втік до Південної Африки, де помер природною смертю. Фаттахов потрапив з дизентерією до кримської лікарні, переховувався в дівчини. Потім влаштувався працювати бутафором при Зоологічному музеї Санкт-Петербурга і зайнявся створенням рухомих моделей комах. Сучасним дослідниками чилійські селяни продають уламок панелі керування з радянської ракети.
Як виявляється, Іван Харламов впав у Чилі, вижив і дістався до Росії через Китай. Через травми він втратив здатність чітко розмовляти, його помістили до психлікарні. Він намагався писати листи владі, але медсестра, побоюючись, що це тільки нашкодить, не відправила жодного з них. Пізніше з'ясовується, що 1946 року він увійшов до трупи цирку Ульяновська, де марно шукав Михайла Рощина. В 1951 Харламов звільнився з цирку, і його подальша доля невідома. Фаттахов лишився єдиним живим космонавтом і поділився спогадами зі знімальною командою, а невдовзі помер на робочому місці.
Знімальна група створює модель ракети Супруна. При випробуванні ракета вибухає. Та пізніше з'ясовується, що на місці аварії в Чилі було знайдено кіноплівку, на якій зафіксовано посадку Харламова на Місяць.

## Географія зйомок
Сюжет виявився протяжністю в часі від середньовіччя до наших днів й дуже широким за географією (Росія, Україна, Малайзія, Полінезія, Чилі.
Більшість епізодів знімалися в Єкатеринбурзі. 

## Зйомки тренувань
Тренування космонавтів знімали у Челябінську, в інституті авіації. Там стоїть справжня техніка із Зоряного містечка, на якій тренувався ще Гагарін.

## Нагороди
- Премія за найкращий документальний фільм в конкурсній програмі «Обрії» (Venice Horizons Documentary Award) на Венеціанському кінофестивалі, 2005
- Приз «За найкращий дебют» на фестивалі «Кінотавр», 2005
- Приз гільдії кінознавців та кінокритиків на фестивалі «Кінотавр», 2005
- Приз «Золота коляска», Загреб, 2005
- 3 премії «Білий слон» — «Найкращий фільм-дебют», «Найкращий сценарій», «Найкраща робота художника».

## У цифрах
- Робота над «Першими на Місяці» тривала 3 роки.
- Бюджет фільму — 1 мільйон доларів США.
- Ракету для старту піднімають 4 паровози.
- Довжина ракети, побудованої для зйомок — 80 метрів.
- У фільмі задіяно 1000 людей.
- У картині беруть участь багато тварин: верблюд, миші, криси, морські свинки, кішки, мавпа, коні, качки та собаки.
- Спеціально для фільму були виготовлені точні макети комах (скорпіон, павук, муха, коник-стрибунець, жук, тля) в масштабі 150:1, які тепер демонструються у різних музеях Росії.
- Картину «Перші на Місяці» за сценарієм Олександра Гоноровського та Раміля Ямалеєва вже намагались зняти на «Мосфільмі», але дефолт 1998 року в Росії призвів до зупинки проєкту.